# هنری ویلیام استید
هنری ویلیام استید (انگلیسی: Henry William Stisted; ۵ ژوئن ۱۸۱۷ – ۱۰ دسامبر ۱۸۷۵) افسر و سیاست‌مدار اهل پادشاهی متحد بریتانیای کبیر و ایرلند بود.
او پس از کنفدراسیون، از سال ۱۸۶۷ تا ۱۸۶۸ به عنوان اولین معاون فرماندار انتاریو خدمت کرد.